# Siri-azul
Callinectes sapidus, conhecido pelos nomes comuns de siri-azul, siri-tinga ou simplesmente siri, é um pequeno crustáceo decápodo encontrado nas águas costeiras do Oceano Atlântico e Golfo do México. Em seu nome científico, calli é grego para "bonito", nectes para "nadador", e sapidus é latim para "saboroso". Dr. Mary Rathbun descreveu primeiramente o caranguejo-azul em 1896.

## Descrição

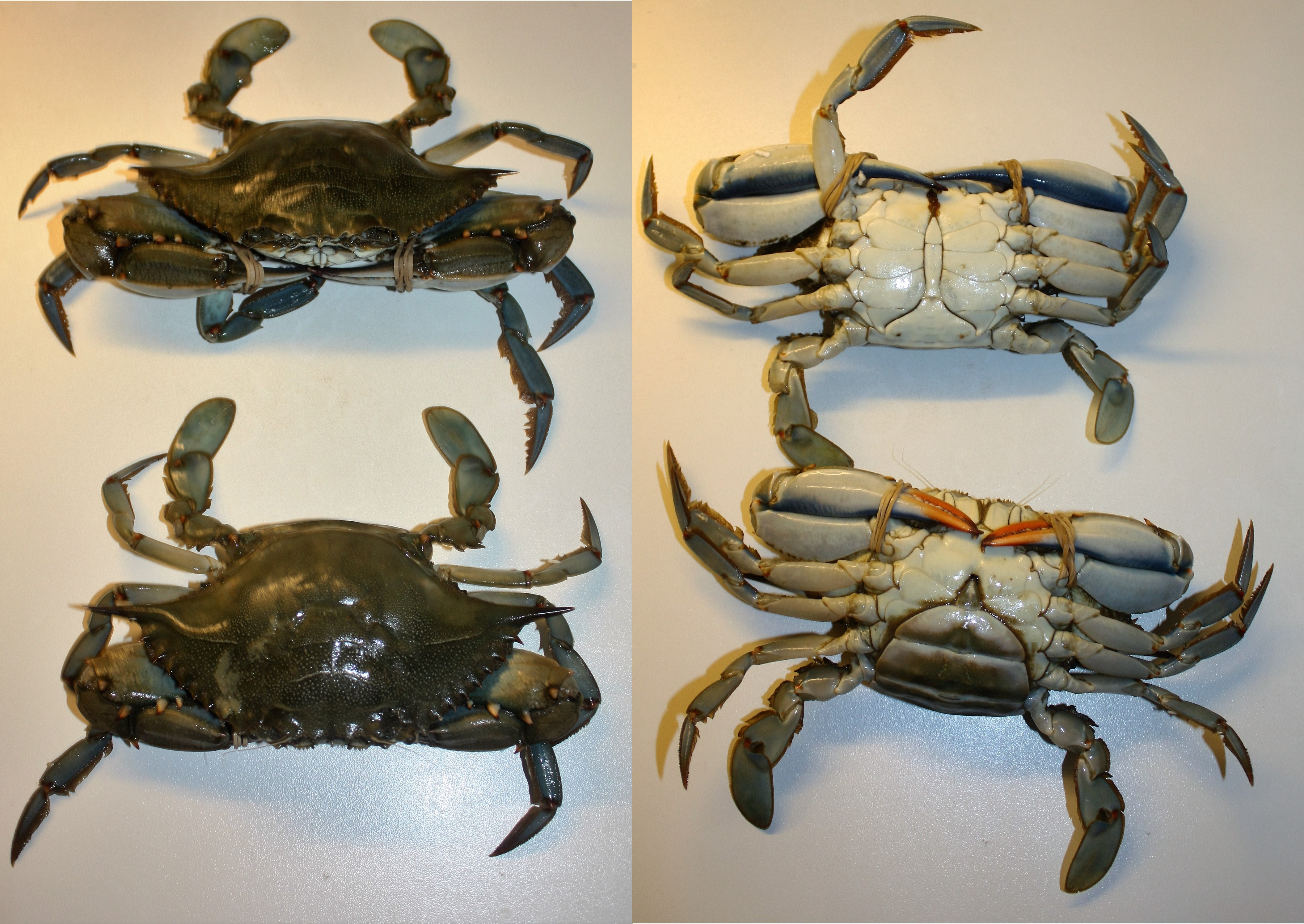
Masculino (topo) e fêmeas

Os predadores naturais do siri-azul incluem enguias, trutas e alguns tubarões. O siri azul é omnívoro e consome tipicamente bivalves, anelídeos, peixes e quase todo o outro artigo que puderem encontrar, incluindo cadáveres.
A Baía de Chesapeake, que banha os estados de Maryland e Virginia, nos Estados Unidos, é famosa por seus siris-azuis, e eles são um dos artigos econômicos dos mais importantes colhidos dela. Em 1993 a colheita combinada do siri-azul alcançou o valor de 100 milhões de dólares US, mas este número desceu para 45 milhões no ano 2000.
É um dos maiores siris do litoral brasileiro, chegando a ter mais de 15 cm de envergadura. A fêmea é menor do que o macho. O último par de patas locomotoras é modificado, funcionando como remos. A quela pode pinçar com muita rapidez, causando pequenos ferimentos. A fêmea apresenta abdômen largo e arredondado, cujos apêndices são usados para carregar os ovos quando está ovígera.
O habitat preferido são as praias lodosas, tanto rasas como profundas, e pode subir pelos riachos que desembocam no mar, sendo abundante sua ocorrência em água salobra. Alimenta-se de detritos.
Ocorre em todo o litoral do Brasil.
A fêmea, na época da eclosão dos ovos, retorna ao mar para que as larvas se desenvolvam. Possui duas fases em seu ciclo de vida: uma marinha (fase pelágica) onde os ovos eclodem e os organismos se desenvolvem para o estádio de zoea, permanecendo em águas marinhas até o estádio de megalopa quando então migram para águas estuarinas em busca de proteção e salinidades mais baixas; e uma estuarina onde as megalopas recrutam (fase bentônica) e se desenvolvem para os primeiros estádios juvenis. Após sucessivas mudas, os animais se tornam adultos e aptos à cópula que ocorrerá em águas estuarina. A cópula é estimulada através de uma mudança na salinidade. Após a cópula, as fêmeas fertilizadas migram para regiões de maior salinidade. As fêmeas então liberam os ovos, resultantes da cópula em águas estuarinas de baixa salinidade, em águas marinhas de maior salinidade.
Está ameaçado pela pesca predatória, destruição do habitat e poluição.

## Presença em Portugal
O caranguejo-azul foi descoberto no estuário do rio Guadiana em junho de 2017.
Há registo de outros exemplares da mesma espécie capturados anteriormente no Estuário do Sado, o que indicia que a espécie estará numa fase de expansão na costa portuguesa, depois de provavelmente ter navegado, enquanto larva, na água de lastro de um navio que cruzou o Atlântico.